# ANGEL NUMBER
『ANGEL NUMBER』（エンジェル・ナンバー）は、44MAGNUMの8枚目のオリジナル・アルバム。

## 概要
前作より約2年7カ月振りのアルバムであり、オリジナル・アルバムとしては2009年にリリースされた『44MAGNUM』以来6年振りの作品である。
リリース形態は、11曲の新曲が収録されたCD、ミュージック・ビデオ、レコーディング時のドキュメンタリー映像、メンバーインタビューなどが収録されたDVD、30周年ツアー以降のライブ写真などが掲載された写真集からなる『Limited Edition』盤と、CDのみで、ボーナストラックとしてインディーズ時代から存在していた「SURRENDER」の初のスタジオレコーディングバージョンが収録された『Regular Edition』盤の2形態である。
梅原“PAUL”達也とSTEVIEによるツインボーカルとなっている。

## 収録曲

### CD（Limited Edition盤・Regular Edition盤共通）
（全作詞（特記以外）：STEVIE、全作曲（特記以外）：広瀬“JIMMY”さとし）
1. GREED
2. LIAR
3. MONSTERS
4. GOOD DAYS
  - 作曲：吉川“BAN”裕規
5. SAD WINGS
6. BITE IT BACK
7. SET ME FREE
  - 作曲：吉川“BAN”裕規
8. MEMORIES
  - 作曲：吉川“BAN”裕規
9. FALLING
10. SWEET DREAMS
11. GLOW
12. SURRENDER※Regular Edition盤のみ
  - 作詞：梅原“PAUL”達也

### DVD（Limited Edition盤のみ）
1. DOCUMENT 1
2. INTERVIEW 1
3. DOCUMENT 2
4. INTERVIEW 2
5. GREED [MV]